# Cryptolabis laddeyi
Cryptolabis laddeyi är en tvåvingeart som beskrevs av Alexander 1943. Cryptolabis laddeyi ingår i släktet Cryptolabis och familjen småharkrankar.
Artens utbredningsområde är Ecuador. Inga underarter finns listade i Catalogue of Life.